# U 566 (Kriegsmarine)
De U 566 was een U-boot van het VIIC-type van de Duitse Kriegsmarine tijdens de Tweede Wereldoorlog. De U 566 stond onder commando van kapitein-luitenant-ter-zee Gerhard Remus.

## Ondergang
De U 566 werd zelf tot zinken gebracht door de Duitse bemanning op 24 oktober 1943 in het noorden van de Atlantische Oceaan, ten westen van Leixões, in positie 41° 12′ 0″ NB, 9° 31′ 0″ WL nadat hij zwaar werd beschadigd door zes dieptebommen van een Britse Vickers Wellington-vliegtuigbommenwerper van Squadron 179/A.
De volledige bemanning van 49 man, waaronder hun toenmalige commandant Oberleutnant Hans Hornkohl, overleefden dit bombardement.

## Commandanten
- 17 Apr. 1941 - 24 Juli 1942: Dietrich Borchert
- 25 Juli 1942 - 24 Jan. 1943: Gerhard Remus
- 25 Jan. 1943 - 24 Okt. 1943: Kptlt. Hans Hornkohl